# Chris O’Neil
Chris O’Neil, właściwie Christine O’Neill (ur. 19 marca 1956 w Newcastle) – australijska tenisistka.
Jej największym osiągnięciem jest wygrana w Australian Open 1978. Pokonała wtedy w finale Betsy Nagelsen 6:3 7:6. Na kortach zarobiła 56 291 dolarów. W 1984 roku doszła do ćwierćfinałów WTA Finals.